# Джигурда, Никита Борисович
Ники́та Бори́сович Джигурда́ (укр. Нікіта Борисович Джигурда; род. 27 марта 1961, Киев, Украинская ССР, СССР) — советский, украинский и российский актёр театра, кино, озвучивания и дубляжа, кинорежиссёр, сценарист, певец, автор-исполнитель, гитарист, композитор, поэт-песенник и телеведущий. Народный артист Чеченской Республики (2008), заслуженный артист Кабардино-Балкарской АССР (1987).

## Биография
Никита Джигурда родился 27 марта 1961 года в Киеве. По утверждениям самого Никиты Джигурды, а также его братьев Сергея (киевского актёра и барда) и Руслана (барда), они происходят из рода запорожских казаков. Их отец — Борис Иванович Джигурда. Их мать — Ядвига Погоржельская (во втором браке — Кравчук).
В юном возрасте сорвал голос, исполняя песни Владимира Высоцкого. После школы поступил в Киевский институт физической культуры. Был членом сборной УССР по гребле на каноэ, кандидат в мастера спорта. В 20 лет попал в психиатрическую больницу с гипоманией. После первого курса ушёл из института и поступил в Высшее театральное училище имени Б. В. Щукина, которое окончил в 1987 году.

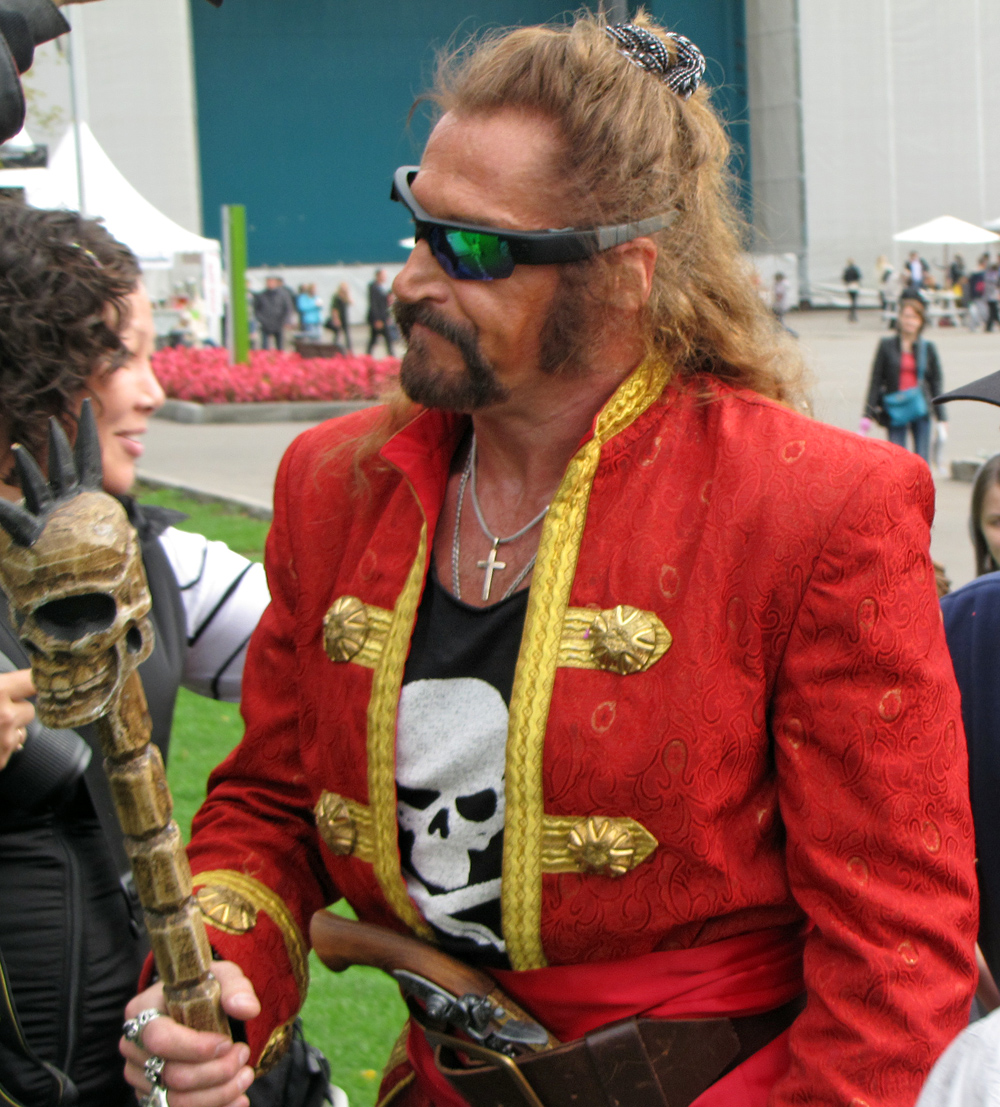
Джигурда в Парке Горького (2013)

В 1993 году дебютировал уже как режиссёр и соавтор сценария в фильме «Супермен поневоле, или Эротический мутант», где также снялся в главной роли и исполнил песни собственного сочинения.

## Взгляды
В октябре 1993 года поддержал силовой разгон Верховного Совета России, обвинив депутатов в продажности.
В 2004 году Никита Джигурда был доверенным лицом Ирины Хакамады, баллотировавшейся на пост президента РФ. Поддерживал партию «Справедливая Россия». В 2013 году заявил, что проголосовал бы на выборах за Алексея Навального «как за человека, который смог бы сделать на новом витке новую систему». Выступал за освобождение участниц группы Pussy Riot. По собственному признанию, раньше придерживался гомофобных взглядов, но изменил их под влиянием жены Марины Анисиной и её друзей. Несколько раз заявлял о готовности возглавить гей-парад и призывал гомосексуальных знаменитостей совершить каминг-аут. Высказывался в поддержку уроков сексуального просвещения в школах.
Джигурда неоднократно делал противоречивые заявления о своём отношении к событиям на Украине. В декабре 2013 года он выступил на сцене Евромайдана, где прочитал собственные стихи, исполнил гимн Украины и поддержал протестующих. Однако уже в 2014 году артист принял участие в пророссийском митинге в Донецке и заявил о поддержке самопровозглашённой Донецкой Народной Республики, назвав Майдан «спектаклем» и «декорацией», а политиков Турчинова, Яценюка, Тимошенко, Порошенко и Кличко — «предателями, которые продали Украину США». В 2016 году декларировал положительное отношение к Юлии Тимошенко и Надежде Савченко, а также изъявлял желание заняться политической деятельностью и выдвинуть свою кандидатуру на пост Президента Украины.

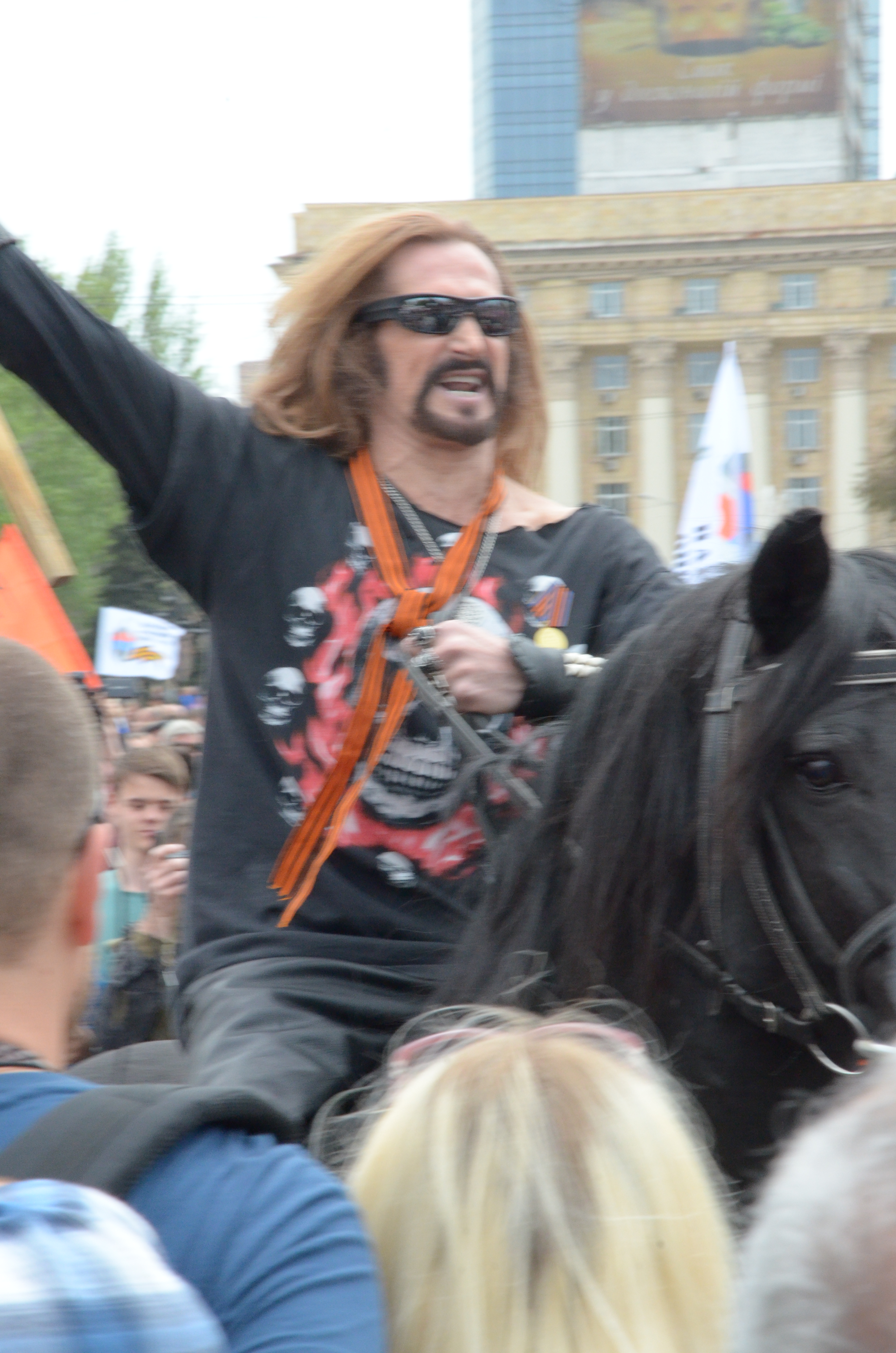
Джигурда на митинге в Донецке. 9 мая 2014 года

9 марта 2017 года Джигурда получил гражданство Донецкой Народной Республики (ДНР). Во время церемонии вручения паспорта Джигурда заявил: «Я горжусь тем, что стал гражданином ДНР» и объяснил своё желание стать гражданином непризнанной республики стремлением поддержать жителей, которые «отстаивают право на независимость». Он также заявил о несогласии с политикой киевских властей, обвинив их в национализме и гибели людей во время событий в Одессе.
13 марта заявил в своём Instagram, что намерен представить ДНР на конкурсе «Евровидение» и что председатель народного совета ДНР Денис Пушилин якобы одобрил эту идею. 14 марта указом главы ДНР Александра Захарченко Джигурда был лишён гражданства спустя пять дней после его получения. По словам Захарченко, паспорт ДНР был выдан Джигурде по ошибке. Лишение паспорта артист связал со своей проукраинской позицией, заявив, что донецкому руководству не понравились его инициативы по интеграции республики в состав Украины. В одном из интервью Джигурда заявил, что его лишили гражданства за то, что он предложил провести в ДНР референдум по поводу переименования республики в Донецкую Народную Республику Украины.
В июле 2020 года в эфире YouTube-канала писательницы Дианы Кади Джигурда заявил, что телеведущий Владимир Соловьёв «сознательно искажал роль Бандеры и бандеровцев». Джигурда отметил, что «для меня как для украинца есть другие герои, у каждого свои герои». В августе 2020 года в интервью украинской журналистке Наталье Влащенко актёр заявил, что считает Крым де-юре территорией Украины.
В 2022 году Джигурда поддержал вторжение России на Украину. Национальное агентство по предотвращению коррупции Украины выступило с инициативой о введении против Джигурды международных санкций за поддержку вторжения на Украину и оправдание действий России.
9 декабря 2022 года появилась информация, что Никита Джигурда получил российское гражданство по упрощённой процедуре, как гражданин Украины.
За оправдание войны России против Украины находится под санкциями Совета национальной безопасности и обороны Украины от 18 апреля 2025 года «О применении персональных специальных экономических и других ограничительных мер».

## Популярность в интернете
На сайте журнала Собака.ru был детально разобран стиль Джигурды: от черепов на кольцах до кожаных штанов. Джигурда заявил: «Две трети моих скандалов в Интернете и на телевидении — это оговорённые акции, как правило, оплачиваемые». В 2021 году создал собственный сайт nikitadzhygurda.com — ныне домен продан китайской компании и ведёт на фишинговую уловку.

## Конфликты и курьёзные случаи
В 2008 году Джигурда принял участие в реалити-шоу «Последний герой», где, отказавшись прыгать в море с борта судна, в первый же день со скандалом выбыл вместе с Виктором Ерофеевым. Позднее Джигурда заявил, что «приехал на шоу как гость и не собирался плыть наперегонки с Эвелиной Блёданс».
В 2011 году Джигурда участвовал в программе «Кто здесь звезда? Идеальное интервью» канала РЕН ТВ, в которой неоднократно использовал мат.
В сентябре 2016 года Джигурда заявил о смене имени и фамилии на Джанатан Эль-Аир Браташ Джи Погоржельский фон Ган Эден. Он пояснил, что «Это мои родовые фамилии, а Джанатан и Браташ я взял в память убитой кумы, с которой мы входили в европейский орден Розенкрейцеров».
28 октября 2016 года Джигурда на пресс-конференции, посвящённой его разводу с Мариной Анисиной, устроил эротический танец, сопровождая его горловым пением мантр.
В октябре 2016 года в интервью телеканалу РЕН ТВ Джигурда высказал надежду, что Хиллари Клинтон будет избрана президентом США и сама вручит ему американский паспорт: «Она мне паспорт будет вручать в ближайшее время, лично! Клинтон — в Белом Доме, в круглом кабинете, а я под столом. Вместо Моники Левински». По поводу получения российского гражданства (в контексте получения его Стивеном Сигалом и другими подобными иностранными деятелями культуры) высказался так: «Я обращался с просьбой дать мне второе, российское, гражданство, но у нас его „сигалам“ дают, а мне в двойном гражданстве отказали».
В январе 2017 года на сайте change.org появилась петиция с просьбой к министру здравоохранения России Веронике Скворцовой отправить Джигурду на принудительное медицинское лечение. В ответ на петицию Джигурда согласился пройти обследование у психиатра: «Я пройду обследования и докажу, что Никита Джигурда нормальный, гениальный, сексуальный великий русский артист».
В 2020 году Джигурда заявил, что провёл собственное расследование и пришёл к выводу о невиновности Михаила Ефремова в смертельном ДТП. Он обнародовал на своём youtube-канале «dzhigurda12» видеозаписи, которые, по его мнению, свидетельствовали о том, что в момент аварии за рулём джипа находился не Ефремов, а неустановленное лицо.

## Личная жизнь
Первая жена — Нелли Джигурда, сокурсница по институту физкультуры, сын — Владимир Джигурда (род. 1984), внук Даниил.
Вторая жена — актриса Марина Есипенко, оставившая его ради Олега Митяева.
Третья жена (фактическая) — Яна Павелковская (род. 30 сентября 1975), поэтесса и фотограф. Сыновья Артемий-Добровлад (род. 2002) и Илья-Максимилиан (род. 2008).
Четвёртая жена (2008—2016 и с 2021) — спортсменка Марина Анисина. В октябре 2016 года Анисина подала на развод. По словам её адвоката, это произошло из-за того, что «Джигурда не всегда адекватен»; 2 ноября начался бракоразводный процесс. 29 ноября развод был оформлен. 22 февраля 2021 года Анисина и Джигурда поженились во второй раз. Сын Мик-Анжель-Крист Анисин-Джигурда (род. 7 января 2009); дочь Эва-Влада Анисина-Джигурда (род. 23 января 2010).
В конце 2016 года в СМИ появилась информация о том, что Джигурда планирует сменить украинское гражданство на американское, женившись на американке, когда-то работавшей со Стивом Джобсом. Джигурда заявил, что познакомился с ней в США на каббалистическом съезде.

## Фильмография

### Актёр
| Год  |   | Название                                            | Роль                                               |
| ---- | - | --------------------------------------------------- | -------------------------------------------------- |
| 1987 | ф | Раненые камни                                       | Аскер                                              |
| 1991 | ф | За последней чертой                                 | шашлычник в кафе «Кавказская кухня» (нет в титрах) |
| 1991 | ф | Иван Фёдоров. Откровение Иоанна Первопечатника      | Андрей Курбский                                    |
| 1991 | ф | Счастливого Рождества в Париже! или Банда лесбиянок | Эдгар                                              |
| 1993 | ф | Винт                                                | Никита, певец в казино                             |
| 1993 | ф | Супермен поневоле, или Эротический мутант           | Анатолий                                           |
| 1995 | ф | Под знаком Скорпиона                                | священник                                          |
| 1995 | ф | Любить по-русски                                    | Виктор Курлыгин                                    |
| 1996 | ф | Ермак                                               | Иван Кольцо                                        |
| 1996 | ф | Любить по-русски 2                                  | Виктор Курлыгин                                    |
| 1999 | ф | Любить по-русски 3: Губернатор                      | Виктор Курлыгин                                    |
| 1999 | ф | Тонкая штучка                                       | Гиви                                               |
| 2001 | ф | Молитва о гетмане Мазепе                            | король Карл XII                                    |
| 2002 | ф | Смотрящий вниз                                      | Руслан Татарин                                     |
| 2005 | ф | Безумие: вызов и борьба                             | корреспондент                                      |
| 2005 | ф | Владимирский централ                                | снимался                                           |
| 2007 | ф | Когда Боги уснули                                   | Руслан Немцов                                      |
| 2007 | с | Распятые                                            | снимался                                           |
| 2010 | с | 24 часа                                             | Игорь Борцов                                       |
| 2012 | с | Инспектор Купер                                     | Гарик Бессонов (фильм 7 «Смерть звезды»)           |
| 2014 | ф | Что творят мужчины! 2                               | камео                                              |
| 2015 | ф | 30 свиданий                                         | владелец боулинга                                  |
| 2019 | ф | Любовницы                                           | супермэн                                           |
| 2021 | с | Жена олигарха                                       | брат Архип, глава староверов-сектантов из Яриловки |
| 2021 | ф | Джигалоу                                            | Нежный Феликс                                      |
| 2024 | ф | Кореша                                              | снимался                                           |

### Режиссёр
- 1993 — Супермен поневоле, или Эротический мутант (совместно со Станиславом Гайдуком)

### Сценарист
- 1993 — Супермен поневоле, или Эротический мутант

### Озвучивание мультфильмов
| Год  |    | Название                | Роль            |
| ---- | -- | ----------------------- | --------------- |
| 1990 | мф | Комино                  | охотник / звери |
| 1995 | мф | Полифем, Акид и Галатея | Полифем         |

### Дубляж
| Год  |    | Название                          | Роль                             |
| ---- | -- | --------------------------------- | -------------------------------- |
| 1993 | ф  | Миссис Даутфайр                   | Фрэнк Хиллард (Харви Файерстин)  |
| 1995 | ф  | Волчья кровь                      | Боровик (Виктор Авилов)          |
| 2002 | ки | Serious Sam: The Second Encounter | Крутой Сэм                       |
| 2005 | ки | Вивисектор: Зверь Внутри          | Лев                              |
| 2008 | мф | Нико: путь к звёздам              | Чёрный Волк                      |
| 2009 | ф  | Тарас Бульба                      | Бородатый (Борис Хмельницкий)    |
| 2010 | ф  | Робот 2.0                         | Пакши Раджан (Акшай Кумар)       |
| 2011 | мф | Ронал-варвар                      | Вольказар                        |
| 2012 | ф  | Самый страшный фильм 3D           | Хорус Гэллоуэй (Кристофер Ллойд) |
| 2013 | ф  | Крутые кексы                      | Псих Эд (Эдриен Броуди)          |

## Альбомы и сборники песен
1. 1984 — «Песни Владимира Высоцкого 1»
2. 1984 — «Песни Владимира Высоцкого 2»
3. 1984 — «Песни Владимира Высоцкого 3»
4. 1984 — «Песни Владимира Высоцкого 4»
5. 1986 — «Отречёмся от старого мира»
6. 1987 — «На стихи Владимира Высоцкого 1»
7. 1987 — «На стихи Владимира Высоцкого 2»
8. 1987 — «Перестройка»
9. 1988 — «Гласность»
10. 1989 — «Ускорение»
11. 1990 — «Утопия»
12. 1991 — «Плюрализм»
13. 1991 — «Концерт Никиты и Сергея Джигурды в Киеве»
14. 1992 — «Веровать»
15. 1993 — «Лунная женщина»
16. 1994 — «После спектакля запись для Бархатова»
17. 1995 — «Огонь любви»
18. 1996 — «Лунная женщина (переиздание)»
19. 1996 — «Фиолетовая роза»
20. 1996 — «Если свистнут проститутки»
21. 2000 — «Венок из песен в память о Высоцком»
22. 2001 — «Актёр и песня»
23. 2001 — «Волчья кровь»
24. 2003 — «Иллюзия любви (От Фрейда к Юнгу)»
25. 2004 — «Раздвигая горизонты»
26. 2006 — «Лови настроение Рок-Н-Ролл»
27. 2006 — «Золотая сорвиголова»
28. 2006 — «Глюоновые танцы»
29. 2006 — «Хулиган я, хулиган»
30. 2007 — «Аудиокнига „Страшный суд“ Ивана Франко (на укр. яз.)»
31. 2008 — «Монадные стихи»
32. 2009 — «Любить по-русски — падать в небо. DVD»
33. 2010 — «Ничего…Распогодится»
34. 2010 — «Зеленоглазая Богиня — мой маяк»
35. 2014 — «День Победы — факт победы»
36. 2015 — «Le Lord Majtrejya»
37. 2020 — «Любовь есть…» (KOKA BEATS prod.)[88][89]
38. 2020 — «Хотите похудеть?» (KOKA BEATS prod.)[90][91]
39. 2022 — «Мой рок»[92][93]
40. 2023 — «Там где сосны шумят» п./уч. Milena Deinega[94]
41. 2023 — «Работаем брат» (KOKA BEATS x CD PLAYA prod.) п./уч. Сын Венеры и SHuSHa[95][96][97][98]

## Клипы
- 2003 — «Любить по-русски»
- 2012 — «#оппаджигурда»
- 2013 — «#ДжигурдаМэн S.W.A.G» (ремикс на PSY — Gentleman)
- 2013 — «Пираты астральных морей» («#КапитанДжигурда»)
- 2013 — «#СантаДжигурда»
- 2015 — «Прощание славянки Mix» https://www.youtube.com/watch?v=y0bvHTGOS2I&t=92s
- 2025 — «Мне Не Жаль» на совместную работу ANNYMARS и KOKA BEATS с бруклинским рэпером Smoothe Da Hustler

## Бои

### «Наше дело»
| Соперник         | Дата выхода     | Результат | Прим.   |
| ---------------- | --------------- | --------- | ------- |
| Виталий Милонов  | 6 октября 2021  | Победа    | [ 99 ]  |
| Отар Кушанашвили | 24 ноября 2021  | Победа    | [ 100 ] |
| Александр Шпак   | 23 декабря 2021 | Поражение | [ 101 ] |

### «Epic Fighting Championship»
| Соперник      | Дата выхода | Результат | Прим.   |
| ------------- | ----------- | --------- | ------- |
| Бари Алибасов | 1 июня 2022 | Поражение | [ 102 ] |

## Интернет
- 2010 — интервью «в гостях у Гордона»
- 2020 — Никита Джигурда x Павел Дедищев | Что было дальше?
- 2021 — Никита Джигурда x Артём Калайджян | COMMENT OUT #29
- 2021 — «Музыкалити» с Kyivstoner (ведущий Максим Галкин)
- 2021 — шоу «Алена Блин»
- 2021 — участие в боях в октагоне «Наше дело»
- 2022 — интервью Елене Ханге
- 2023 — интервью Диане Кади: о Шамане, Пугачёвой, Милохине, и о том, почему против западных ценностей

## Телевидение
Несколько раз выступал на телевидении в качестве ведущего программ:
- 2011 — «Ни свет ни заря» (РЕН ТВ)[103]
- 2013—2014 — «Crazy Russia, или Весёлая Джигурда» («Пятница!»)[104]
- 2022 — появился в качестве приглашённого гостя на свадьбе одной из участниц (Юлиана Гольдман) передачи «Четыре свадьбы» на телеканале «Пятница»

## Награды
- Заслуженный артист Кабардино-Балкарской АССР (1987)
- Народный артист Чеченской Республики (2008) — за заслуги в развитии профессионального сценического искусства, творческую деятельность, получившую признание и широкую известность в Чеченской Республике[4][5].
- Антипремия «Серебряная калоша» (2009) — за короткометражный фильм родов жены Марины Анисиной.
- Антипремия «Серебряная калоша» (2013) — за вклад во всё, что движется, в специальной номинации «Джигурда века»[105].